# Crête faîtière

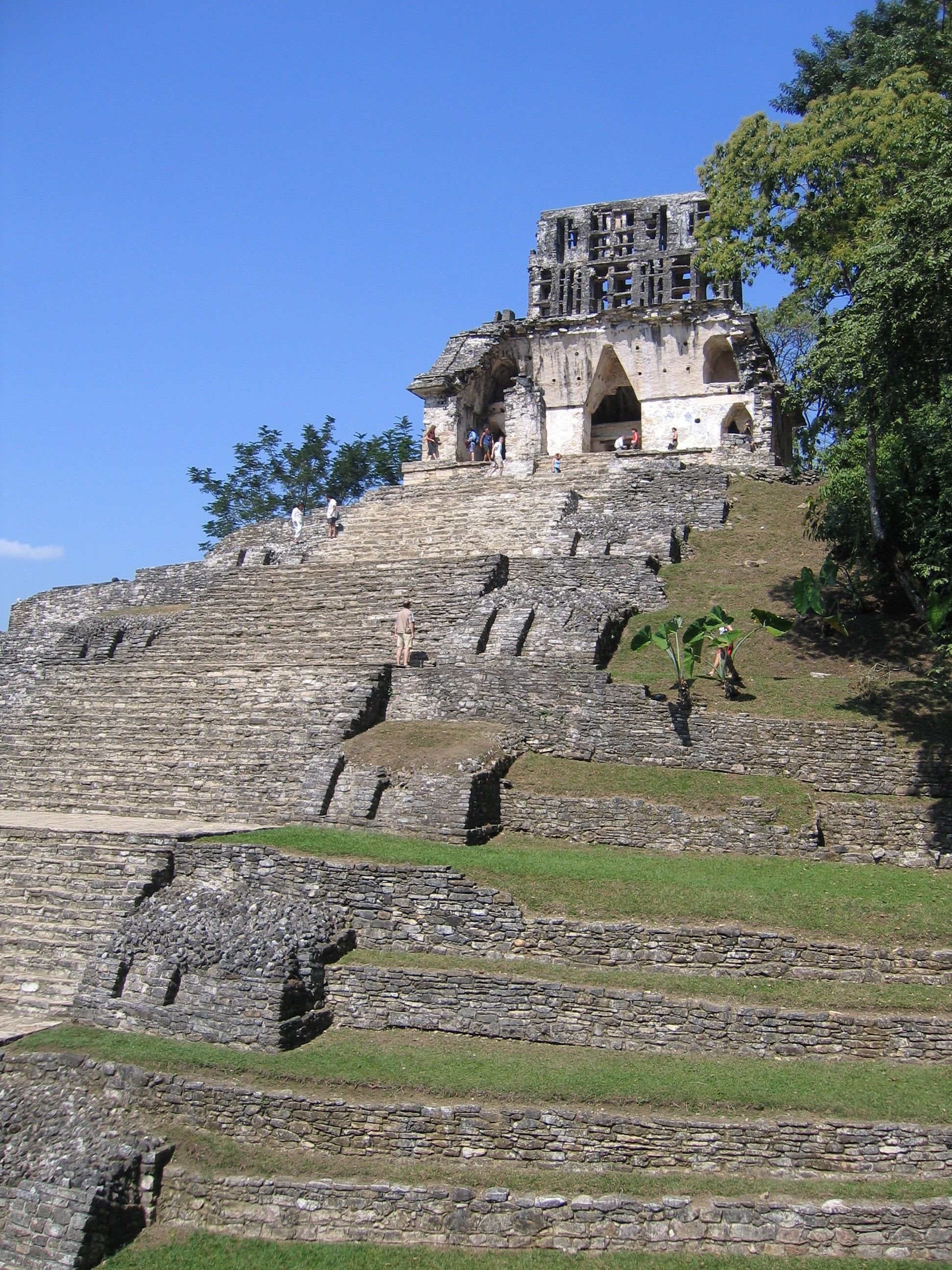
Crête faîtière du Temple de la Croix à Palenque.

Une crête faîtière est, en architecture maya, un mur construit au-dessus des édifices utilisés par l'élite, comme les temples ou les palais,, généralement en surplomb du mur arrière. Leur fonction était purement décorative.
L'usage de crêtes faîtières est une caractéristique générale de l'architecture maya, mais il revêt des spécificités régionales.
Par exemple, la crête faîtière est généralement construite au-dessus du mur arrière des édifices dans le Petén, au Guatemala, tandis qu'elle est fréquemment construite au-dessus d'un mur intérieur dans le Campeche.
De même, les crêtes faîtières du Petén, comme à Tikal, sont de lourds blocs de maçonnerie tandis que dans la région de l'Usumacinta, à Palenque par exemple, ainsi que dans le style puuc, elles sont perforées de nombreuses ouvertures pour alléger leur poids.